# بنو الرحبي
بنو الرحبي  أسرة طبية مسلمة تتكون من العالم الأب رضي الدين أبو الحجاج يوسف بن حيدرة بن الحسن الرحبي وولديه شرف الدين أبو الحسن علي، والآخر جمال الدين عثمان، ولد الأب سنة 534هجرية بجزيرة ابن عمر، ونشأ بها وأقام أيضاً بنصيبين وبالرحبة سنين،  وسافر أيضاً إلى بغداد وإلى غيرهاوتوفي 631هجرية ب دمشق فعاش نحو المائة سنة، ولم يتبين تغير شيء من سمعه ولا بصره، واشتغلت الأسرة بصناعة الطب ورتب الملك الناصر صلاح الدين الأيوبي  لرضي الدين في كل شهر ثلاثين ديناراً ليكون ملازماً للقلعة والبيمارستان فبقي كذلك مدة دولة صلاح الدين بأسرها وتعلم علي يديه خلق كثير صناعة الطب ونبغ منهم العديد وأقرؤوا لغيرهم وصاروا من المشايخ المذكورين في صناعة الطب وكان الشيخ رضي الدين محباً للتجارة مغرما بها وكان يعتني بنفسه وبحفظ صحته، وقد لزم في سائر أيامه أشياء لا يخل بهاوذلك أنه كان يجعل يوم السبت أبداً لخروجه إلى البستان وراحته فيه، وله يوم أجازة اسبوعيا وكان لا يدخل الحمام إلا في يوم الخميس ويوم الجمعة يقصد من يريد رؤيته وزيارته من الأعيان والكبراء وكان أبداً يتوخى أنه لا يصعد في سلم وكان يصف السلم بأنه منشار العمر.

## شرف الدين
شرف الدين أبو الحسن علي بن يوسف بن حيدرة بن الحسن الرحبي، كان مولدة بدمشق في سنة 583 هجرية ووفاته أيضا بها سنة 667 هجرية
حذاحذو أبية وله في الطب كتب مؤلفة وحواش متفرقة، واشتغل بصناعة الطب على أبيه، وقرأ أيضاً على الشيخ موفق الدين عبد اللطيف بن يوسف البغدادي، وحرر عليه كثيراً من العلوم، ولا سيما من تصانيف الشيخ موفق الدين البغدادي، واشتغل أيضاً بالأدب على الشيخ علم الدين السخاوي وعلى غيره من العلماء، وقد أتقن علم الأدب إتقاناً لا مزيد عليه، وكان شاعرا، وخدم مدة في البيمارستان الكبير الذي أنشأه الملك العادل نور الدين زنكي، ولما وقف شيخنا مهذب الدين عبد الرحيم بن علي رحمه اللّه الدار التي له بدمشق، وجعلمها مدرسة يدرس فيها صناعة الطب وينتفع المسلمون بقراءتهم فيها أوصى أن يكون مدرسها شرف الدين بن الرحبي لما قد تحققه من علمه وفهمه، فتولى التدريس بها مدة

## جمال الدين
العالم الطبيب جمال الدين عثمان بن يوسف بن حيدرة الرحبي، مولده ومنشؤه بدمشق اشتغل كأخيه بصناعة الطب على والده وعلى غيره، وأتقنها إتقاناً لا مزيد عليه، وكان حسن المعالجة، جيد المداواة، وخدم في البيمارستان الكبير الذي أنشأه الملك العادل نور الدين زنكي لمعالجة المرضى، وبقي به سنين، وكان يحب التجارة ويسافر بها في بعض الأوقات إلى مصر ويأتي من مصر بتجارة، ولما وصل المغول إلى الشام وذلك في سنة 657 هجرية توجه الحكيم جمال الدين بن الرحبي إلى مصر وأقام فيها ثم مرض وتوفي بالقاهرة وذلك في سنة 658 هجرية.

## كتبهم
لرضي الدين الرحبي من الكتب بتهذيب شرح ابن الطيب لكتاب الفصول لأبقراط، اختصار كتاب المسائل لحنين، كان قد شرع في ذلك ولم يكمله
ولشرف الدين بن الرحبي من الكتب كتاب في خلق الإنسان وهيئة أعضائه ومنفعتها، لم يسبق إلى مثله، وحواش على كتاب القانون لابن سينا، حواش على شرح ابن أبي صادق لمسائل حنين.